# Andromeda XII
Andromeda XII (And XII) – karłowata galaktyka sferoidalna znajdująca się w konstelacji Andromedy w odległości 2,9 miliona lat świetlnych od Ziemi. Galaktyka ta należy do Grupy Lokalnej i przypuszczalnie jest satelitą Galaktyki Andromedy. Została odkryta w 2006 roku przez N. F. Martina i jego zespół.